# Айкут Коджаман
Айкут Коджаман (тур. Aykut Kocaman, нар. 5 квітня 1965) — турецький футболіст, що грав на позиції нападника. По завершенні ігрової кар'єри — футбольний тренер. У 2021 році очолював тренерський штаб команди «Істанбул Башакшехір».
Виступав, зокрема, за «Фенербахче», а також національну збірну Туреччини.

## Клубна кар'єра
У дорослому футболі дебютував 1984 року виступами за команду клубу «Сакар'яспор», в якій провів чотири сезони, взявши участь у 51 матчі чемпіонату.  За цей час виборов титул володаря Кубка Туреччини.
Своєю грою за цю команду привернув увагу представників тренерського штабу клубу «Фенербахче», до складу якого приєднався 1988 року. Відіграв за стамбульську команду наступні вісім сезонів своєї ігрової кар'єри. При цьому двічі ставав чемпіоном Туреччини — у своєму першому сезоні у «Фенербахче» (1988/89) і в останньому (1995/96). Більшість часу, проведеного у складі «Фенербахче», був основним гравцем атакувальної ланки команди. У складі «Фенербахче» був одним з головних бомбардирів команди, маючи середню результативність на рівні 0,66 голу за гру першості. Тричі ставав найкращим бомбардиром турецького чемпіонату — в сезонах 1988/89, 1991/92 і 1994/95 років.
Завершив професійну ігрову кар'єру у клубі «Істанбулспор», за команду якого виступав протягом 1996—2000 років.

## Виступи за збірну
1992 року дебютував в офіційних матчах у складі національної збірної Туреччини. Протягом кар'єри у національній команді, яка тривала 4 роки, провів у формі головної команди країни 12 матчів, забивши 1 гол.

## Кар'єра тренера
Розпочав тренерську кар'єру відразу ж по завершенні кар'єри гравця, 2000 року, очоливши тренерський штаб клубу «Істанбулспор», в якому пропрацював до 2004.
Згодом по одному сезону провів на чолі команд клубів «Малатьяспор» і «Коньяспор», а з 2006 три роки працював зі столичним «Анкараспором».
2009 року прийняв пропозицію посісти посаду спортивного директора «Фенербахче», а вже за рік, після відставки німецького спеціаліста Крістофа Даума, зайняв його місце на чолі тренерського штабу стамбульської команди. Пропрацював з «Фенербахче» три сезони, протягом яких здобув один чемпіонський титул та два Кубки Туреччини, а також вивів команду, вперше в її історії, до півфіналу єврокубка — Ліги Європи 2012/13. Невдовзі після завершення виступів команди в цій Лізі Європи та відразу ж після здобуття свого другого Кубка Туреччини, 29 травня 2013 року, Коджаман подав у відставку, причиною такого рішення назвавши перевтому.
Відпочивши від тренерської роботи протягом року, влітку 2014 прийняв пропозицію очолити команду вже відомого йому «Коньяспора». У першому сезоні після повернення до Коньї привів команду до восьмого місця в чемпіонаті і вивів до 1/8 фіналу Кубка країни, а в наступному сезоні 2015/16 суттєво покращив ці результати — «бронза» національної першості і півфінал Кубка Туреччини.
Влітку 2017 року залишив «Коньяспор», аби повернутися на тренерську лаву «Фенербахче».

## Титули і досягнення

### Як гравця
- Чемпіон Туреччини (2):

«Фенербахче»: 1988–89, 1995–96
- Володар Кубка Туреччини (1):

«Сакар'яспор»:  1987-88
- Володар Суперкубка Туреччини (1):

«Фенербахче»: 1990
- Найкращий бомбардир чемпіонату Туреччини (3):

1988–89, 1991–92, 1994–95

### Як тренера
- Чемпіон Туреччини (1):

«Фенербахче»: 2010–11
- Володар Кубка Туреччини (2):

«Фенербахче»: 2011–12, 2012–13
«Коньяспор»: 2016-17